# Kef El Ahmar
Kef El Ahmar là một đô thị thuộc tỉnh El Bayadh, Algérie. Dân số thời điểm năm 2002 là 5.245 người.